# أنطونيو دي إسبيغو
أنطونيو دي إسبيغو (بالإسبانية: Antonio de Espejo)‏ هو مستكشف إسباني، ولد في 1540 في قرطبة في إسبانيا، وتوفي في 1585 في هافانا في كوبا.